# 赤白杏奈
赤白 杏奈（あかし あんな）は、日本の女性声優。主にアダルトゲームに声をあてている。あかしろ あんなは誤読。
代表作は「斬魔大聖デモンベイン」の覇道 瑠璃と、「きると」のアイリである。

## 出演作品

### ゲーム

#### 2002年
- ヤミと帽子と本の旅人（初美、藤姫、イブ）

#### 2003年
- PIZZICATO POLKA 〜彗星幻夜〜（ステラ）[1]
- 斬魔大聖デモンベイン （覇道 瑠璃）[2]

#### 2004年
- そらうた（永澄 真奈）[3]

#### 2005年
- きると（アイリ）[4]
- Tick! Tack!（サイネリア）[5]
- MERI+DIA 〜マリアディアナ〜（綾藤 沙希）[6]

#### 2009年
- SHUFFLE! Essence+（サイネリア）

#### 2011年
- 穢翼のユースティア（メルト・ログティエ）[7]